# Sanogasta backhauseni
Sanogasta backhauseni är en spindelart som först beskrevs av Simon 1895.  Sanogasta backhauseni ingår i släktet Sanogasta och familjen spökspindlar. Utöver nominatformen finns också underarten S. b. patagonicus.